# Schloss Langenau (Rheinland)

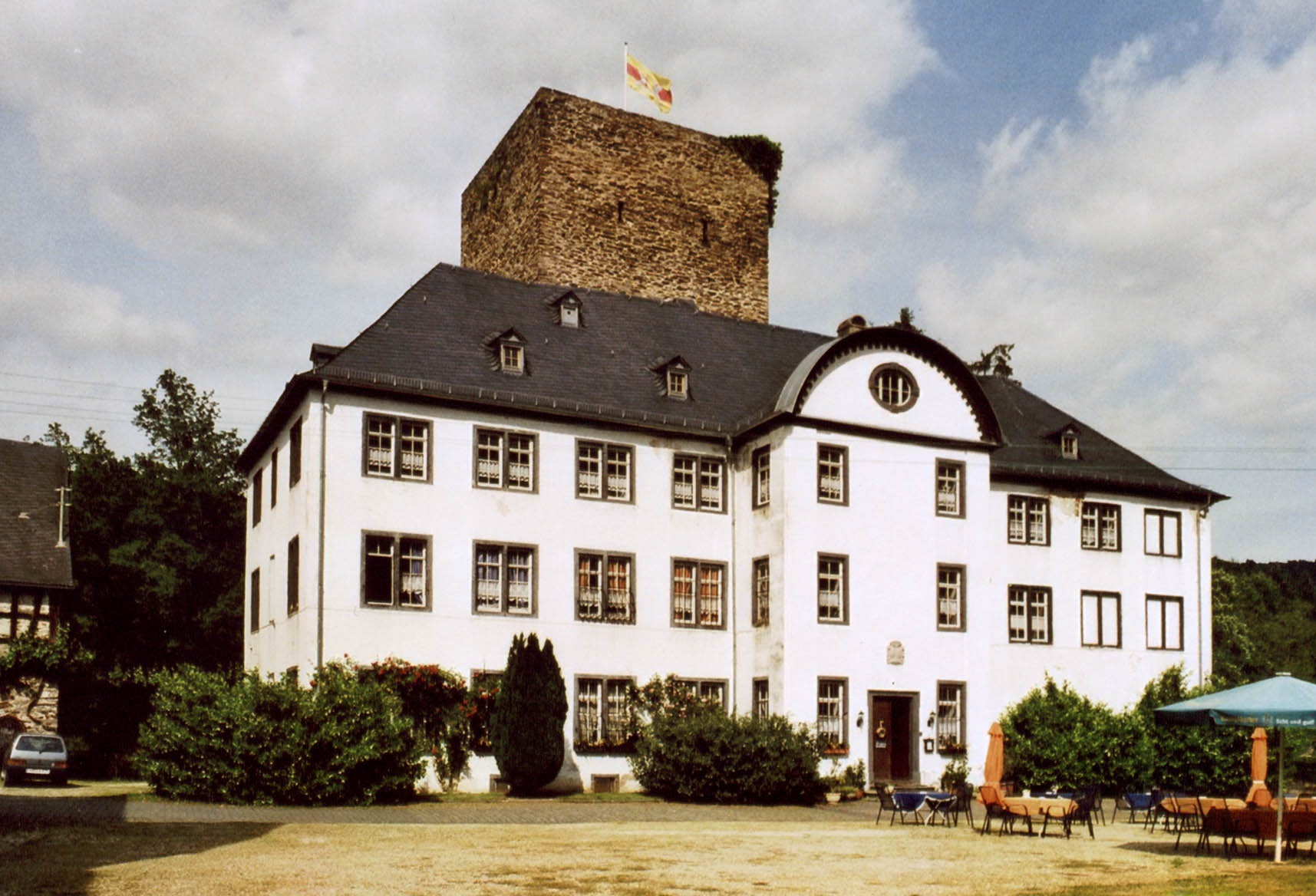
Schlossgebäude (2009)

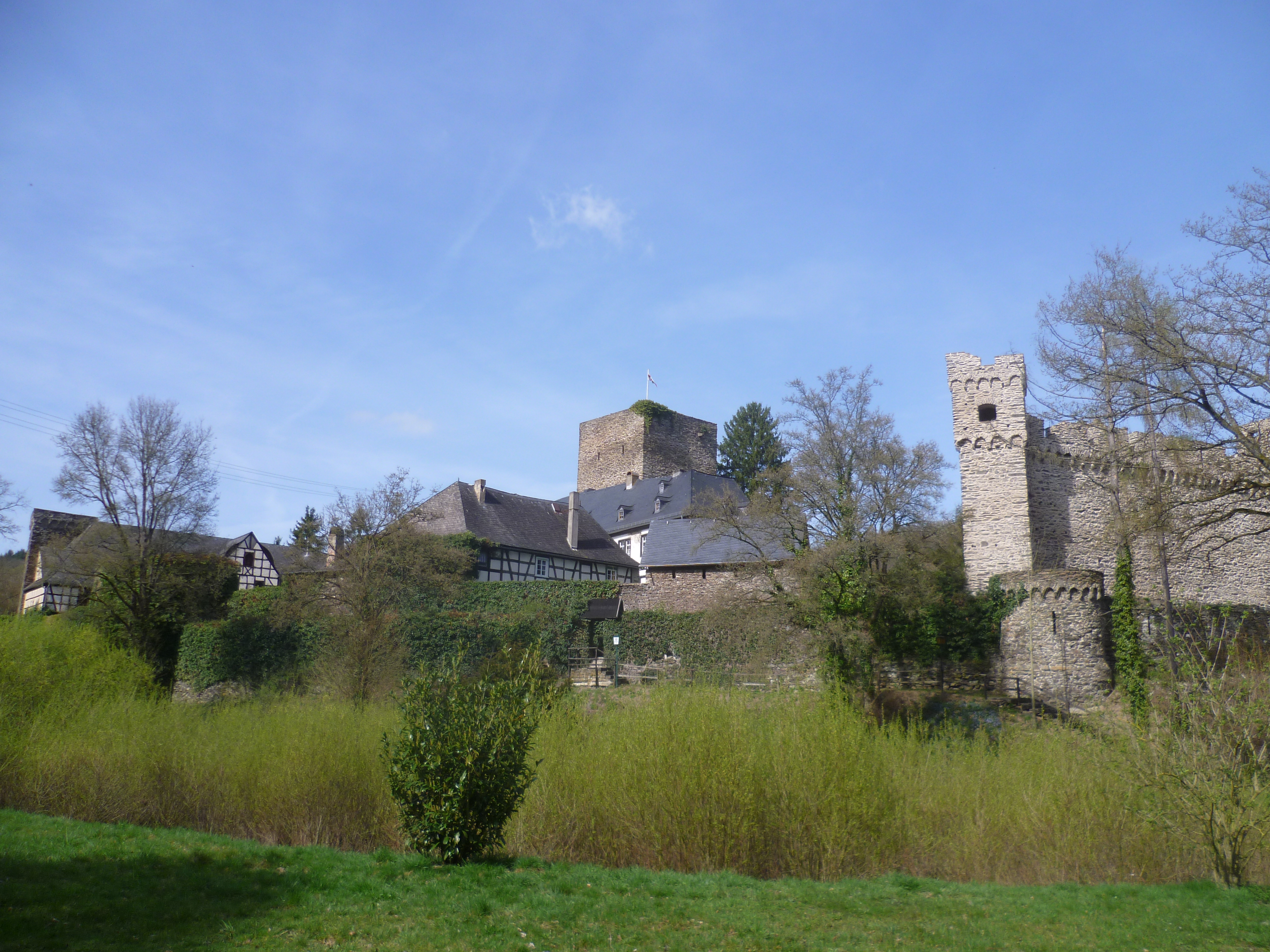
Außenansicht der Burganlage

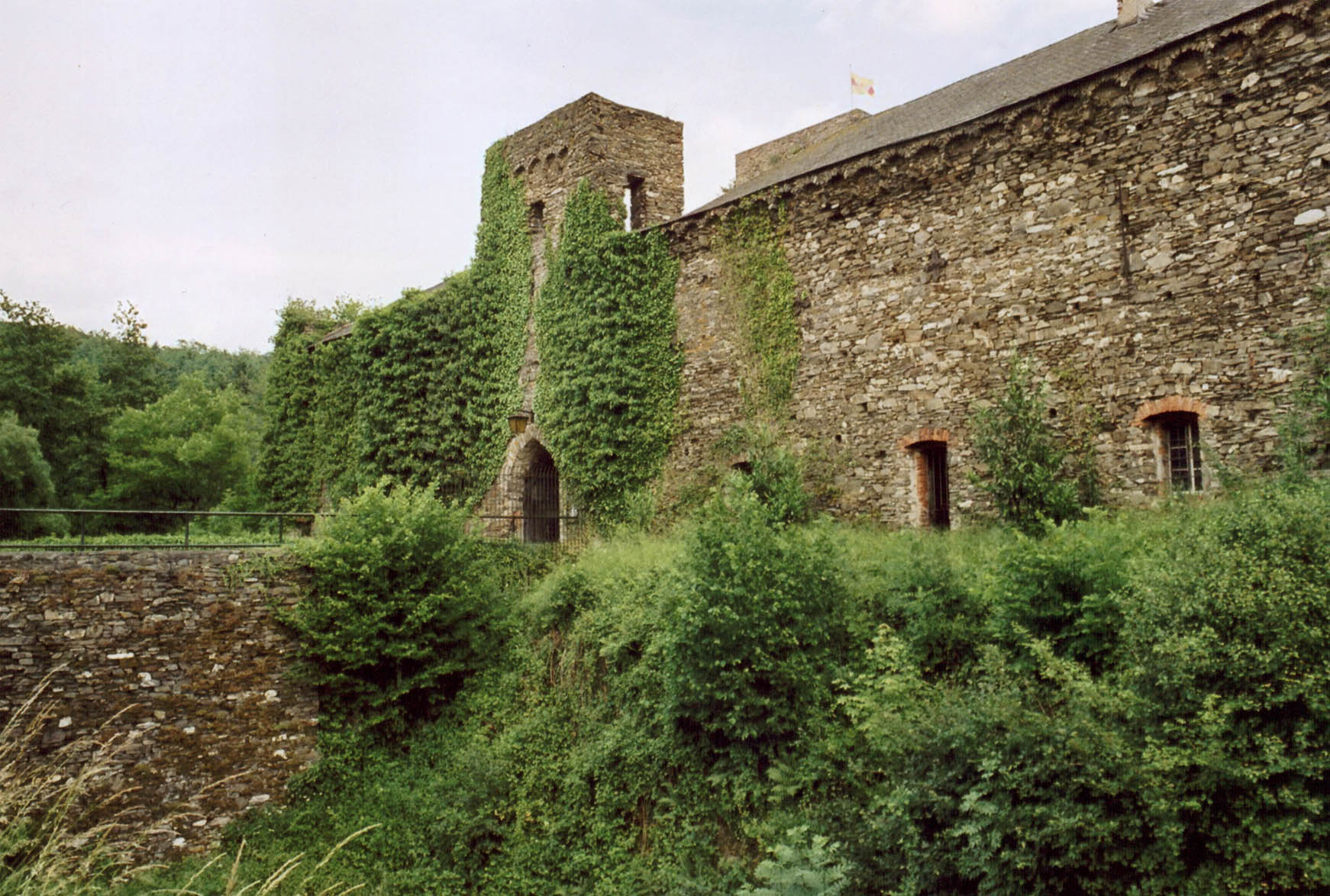
Außenmauer mit Torturm (2009)

Das Schloss Langenau ist eine ursprüngliche Niederungsburg auf dem Gebiet der Ortsgemeinde Obernhof im Rhein-Lahn-Kreis in Rheinland-Pfalz.

## Geschichte
Als Standort für die Befestigung wurde die Mündung des Gelbachs in die Lahn gewählt. Dabei ist die Burg in der Form einer Tiefburg ausgeführt, was ungewöhnlich für die Region ist.
1243 wird die Burg erstmals im Erbe der Gräfin Mechthild von Sayn erwähnt, die es dem Erzbistum Köln vermachte. Der Erzbischof belehnte kurz darauf das Rittergeschlecht derer zu Langenau mit der Festung. Das Geschlecht behielt die Burg als Ganerbschaft über Jahrhunderte in seinem Besitz. Möglicherweise hatte die Familie bereits zuvor die Burg als Lehen von Mechthild erhalten und war ebenfalls in der ersten Hälfte des 13. Jahrhunderts unter Hildger von Langenau auch Erbauer der ursprünglichen Anlage gewesen.
Die ursprüngliche Burg ließ sich durch einen Damm in eine Wasserburg verwandeln. Heute ist als Bauteil aus dem 13. Jahrhundert lediglich der quadratische Bergfried im romanischen Baustil erhalten. Die übrigen Befestigungen, eine Ringmauer und eine acht Meter hohe Schildmauer mit zwei Flankierungstürmen, weisen Elemente der Gotik auf und entstanden im 14. oder 15. Jahrhundert. Vermutlich bereits ab der Mitte des 14. Jahrhunderts diente die Burg nicht mehr als Rittersitz, sondern in erster Linie als Wirtschaftshof.
Im 15. Jh. kamen die unterschiedlichen Anteile durch Heirat und Erbschaft, aber ebenfalls durch Verkauf, auch an andere Familien, so dass bald die Herren von Langenau, die Romilian (Romelian, Romlian) von Kobern, die Fuchs von Rüdesheim und die Herren von Eltz die Besitzanteile teilten. Auch die Specht von Bubenheim, die von Einenberg (Eynenberg) zu Landskron, die von Sickingen und die von Greiffenclau zu Vollraths hatten Anteile an Burg und Herrschaft Langenau. Beispielsweise hatten Hilger von Langenau und seine Frau Hille 1409 ihren Anteil an ihre beiden Schwiegersöhne verkauft, einer war Johann Romilian von Kobern, welcher Agnes von Langenau geheiratet hatte, der andere war Johann von Einenberg. Eine Erbtochter der Romilian von Kobern, Agnes, heiratete wiederum Johann von Eltz (-1480). Die Herren von Langenau erloschen 1613, danach fiel die Burg ganz an die von Eltz zu Langenau, nachdem die Brüder Kaspar von Eltz († 20. Januar 1619), Domherr zu Trier, kurmainzischer Rat, Hofrichter und Großhofmeister, Amtmann, und Melchior von Eltz († 13. März 1615), kurtrierischer Rat, Marschall und Amtmann zu Montabaur und Molsberg, französischer Oberst, die übrigen Anteile der anderen Familien aufgekauft hatten. Die genannten Brüder waren Ururenkel von Johann von Eltz (-1480) und Agnes Romilian von Kobern. Da beide keine Nachkommen hatten, fiel das Erbe an die Linie Eltz-Rübenach. Die Herren von Eltz der nächsten Generation verkauften Langenau 1635 an Freiherr Johann Adolf Wolff Metternich zur Gracht (24. Juni 1592 – 6. November 1669), kurkölnischer Hofbeamter, Gesandter und Geheimer Rat.
1696 verkaufte das Haus Wolff-Metternich die Anlage an die ursprünglich aus Lüttich stammende Händler- und Industriellenfamilie Marioth, die zu den prägenden Akteuren der Eisenverarbeitung im Umland der Lahn gehörte. Diese nutzt die Anlage als Wohnsitz und ließ sie bis 1698 zum Schloss umbauen.
Die Familie Marioth starb 1847 mit Franz Joseph Ferdinand von Marioth aus. Aus dem Nachlass erwarb Gräfin Henriette von Giech, eine Tochter des preußischen Reformministers vom und zum Stein, das Schloss Langenau. Sie ließ es 1851 zu einem Kranken- und Rettungshaus für verwahrloste Kinder umbauen. 1912–1913 erfolgte eine Restaurierung durch Bodo Ebhardt.

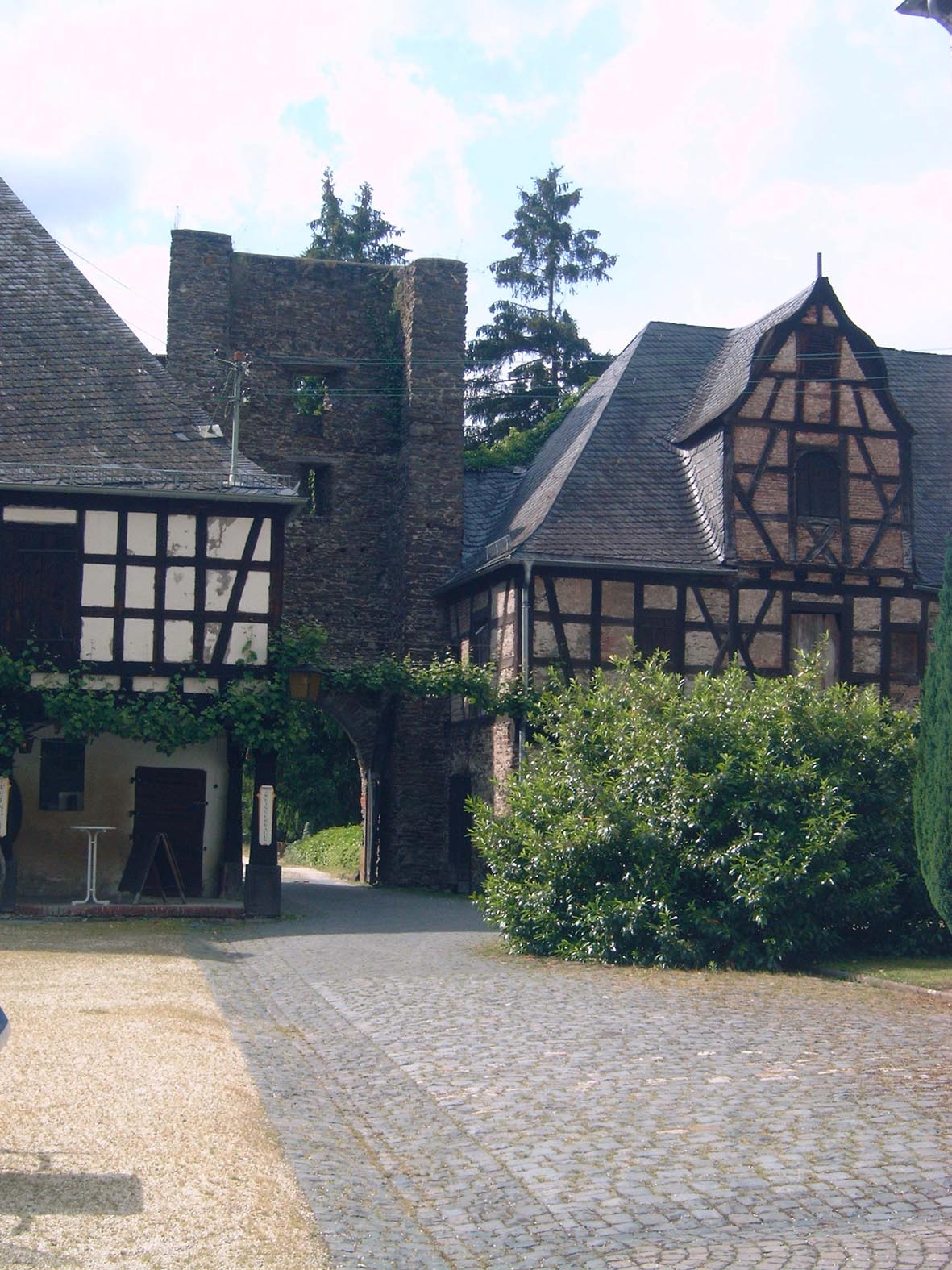
Innenseite des Torturmes (2009)
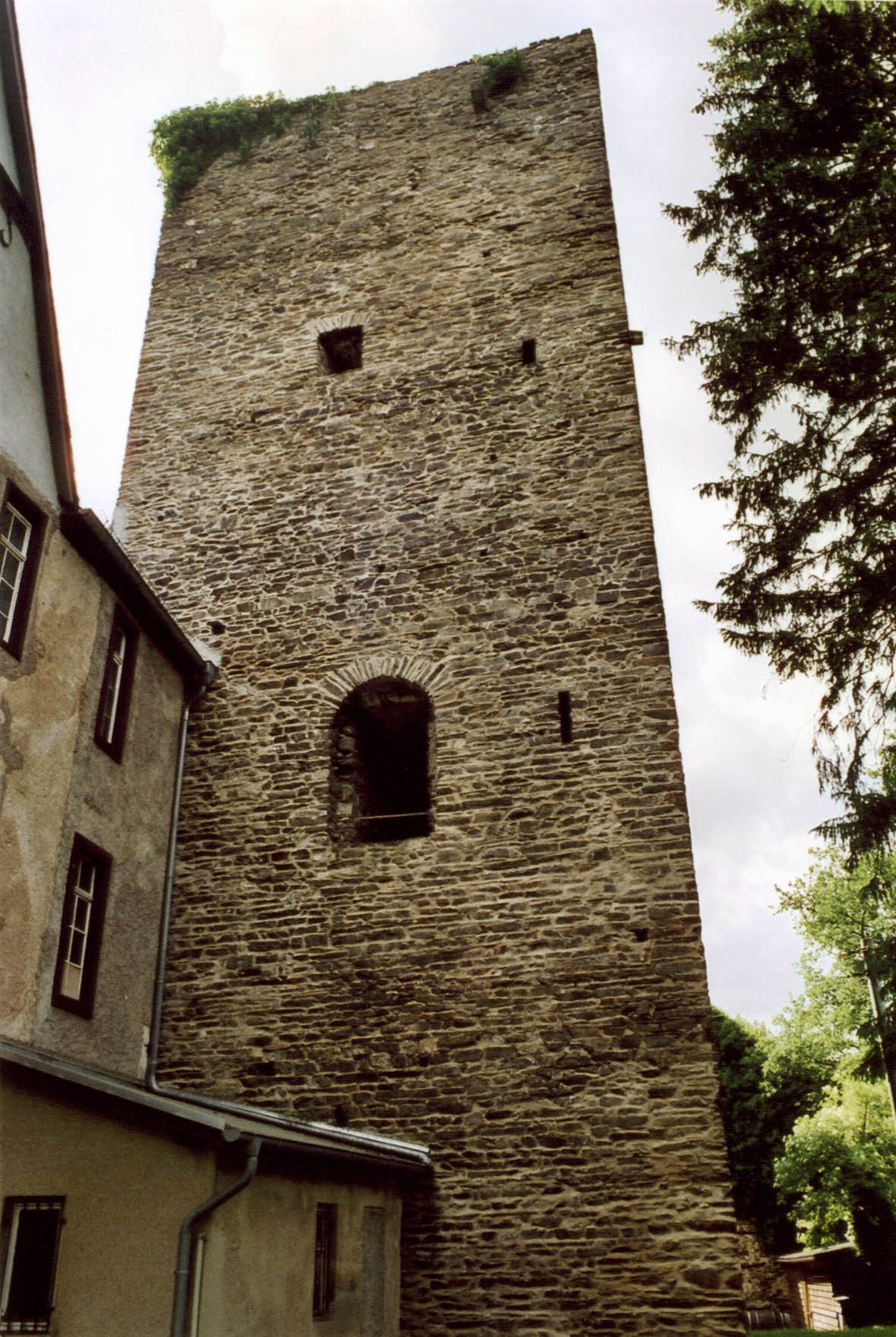
Mittelalterlicher Bergfried (2009)

## Haus und Herrschaft Langenau
Das Ritterhaus zu Langenau entstammt dem Grafenhaus Laurenburg und damit dem frühen Haus Nassau. Die Langenauer agierten meist als enge Verbündete der Nassauer. In der Mitte des 14. Jahrhunderts versuchten sie erfolglos, nahe ihrer Stammburg eine weitere Burg unter dem Namen Neu-Langenau zu errichten. Darüber kam es zu einer Fehde mit Kurtrier, das sich durch den Burgenbau bedroht fühlte. Im Verlauf dieser Auseinandersetzung bemächtigte sich Kurtrier der Baustelle und 1359 wurden im Rahmen einer Einigung die halbfertige Burg sowie eine Befestigung („Trutzlangenau“) zwischen dieser und der alten Burg geschleift.
1355 wurde unter Daniel von Langenau die Burg Hohlenfels als nassau-merenbergisches Lehen errichtet. Zudem gelang es der Familie ebenfalls im 14. Jahrhundert, das unmittelbare Umfeld der Burg Langenau zur Herrschaft aufzustufen. Diese reichsritterschaftliche Herrschaft war reichsunmittelbar. Mitte des 15. Jahrhunderts begannen die Langenau'schen Besitzungen in weiteren Ganerbenschaften aufzusplittern. 1613 starb das Haus Langenau aus.
Aufgrund des Reichsdeputationshauptschlusses 1803 wurde die Herrschaft Langenau mediatisiert und in das Fürstentum Nassau-Usingen eingegliedert. Mit Schreiben vom 25. Oktober 1803 verbot die fürstliche Regierung die Zahlung der Rittersteuer an die Burggrafschaft Friedberg. Per fürstlichem Edikt erhielt von Marioth einen Privilegierten Gerichtsstand. Die hoheitlichen Rechte einschließlich der Patrimonialgerichtsbarkeit verlor von Marioth jedoch. Um Konflikten aus dem Weg zu gehen, strebte Nassau den Erwerb der Herrschaft an, von Marioth wollte jedoch nicht verkaufen. Dennoch endeten die hoheitlichen Rechte von Marioths faktisch. Die Verwaltungs- und Rechtsprechungsfunktionen gingen auf das Amt Nassau über.